# 达沙拉沙
达沙拉塔是古印度孔雀王朝君主（公元前232年至公元前224年在位）。达沙拉沙是阿育王的孙子，公元前232年，阿育王去世时，达沙拉沙年仅20岁左右。阿育王生前曾指定其儿子、达沙拉沙的叔父鸠那罗为王位继承人，但鸠那罗很早就双目失明。因此，大臣们便拥戴达沙拉沙为王。8年后，达沙拉沙死，由鸠那罗的儿子三钵罗底即位为王。
达沙拉沙在位时曾经向婆罗巴岩（Barabar Caves）布施。
| 前任： 阿育王 | 孔雀帝国国王 约前232年~前224年 | 繼任： 三钵罗底 |